# Рейтер, Виллем
Виллем Рейтер (нидерл. Willem Reuter; ок. 1642, Брюссель — 1681, Рим) — фламандский живописец-пейзажист и мастер картин бытового жанра Золотого века Нидерландов. Романист. В 1600-х годах жил и работал в Италии, где его называли Гульельмо Рейтер (Guglielmo Reuter).

## Биография
О ранней жизни художника во Фландрии известно крайне мало. По некоторым данным он обучался живописи у брюссельского художника Михаэля Свертса.
В Риме Рейтер жил на Пьяцца ди Спанья со своей женой Анной Превитали, вероятно, с 1672 до 1675 года. В Вечном городе он вошёл в общество фламандских и голландских художников бытового жанра «бамбоччанти» (итал. bamboccianti, от итал. bamboccio, карапуз, пузырь, а также тряпичная кукла, чучело), образовавшегося вокруг нидерландца Питера ван Лара. Они создавали небольшие «кабинетные картины» и офорты, изображающие повседневную жизнь низших классов Рима и сельской местности.
Рейтер также стал членом общества «Перелётные птицы», или «Бент» (нидерл. bent — клуб, собрание, нидерл. Bent vogels — перелётные птицы, или нидерл. Bentvueghels — «птицы пера») — братства, иностранных художников, прибывавших в католический Рим из северных стран (главным образом из Нидерландов и Германии).
Его жена скончалась в 1678 году, а в следующем году при поддержке своего соотечественника Хельмбрекер, Дирк Дирка Хельмбеккера он стал членом «Папской академии виртуозов при Пантеоне». Среди членов этой организации было много выдающихся художников, которые оставили свой след в Риме.
Лишь небольшое количество картин приписывается Виллему Рейтеру с какой-либо степенью уверенности. Их хронологию трудно определить, поскольку Рейтер никогда не датировал свои работы. Его картины обычно изображают рыночные сцены или шествия на римских площадях, а иногда и исторические или религиозные события, происходящие на фоне пейзажа. Примером изображения исторического события является картина «Праздник на площади Испании», на которой, вероятно, изображено рождение в 1661 году испанского наследника Дона Карлоса.
Некоторые картины Виллема Рейтера, например «Проповедующий Иоанн Креститель», демонстрируют классицистические тенденции в отношении фигур на фоне архитектурной или пейзажной декорации до такой степени, что их приписывали Никола Пуссену.

## Галерея

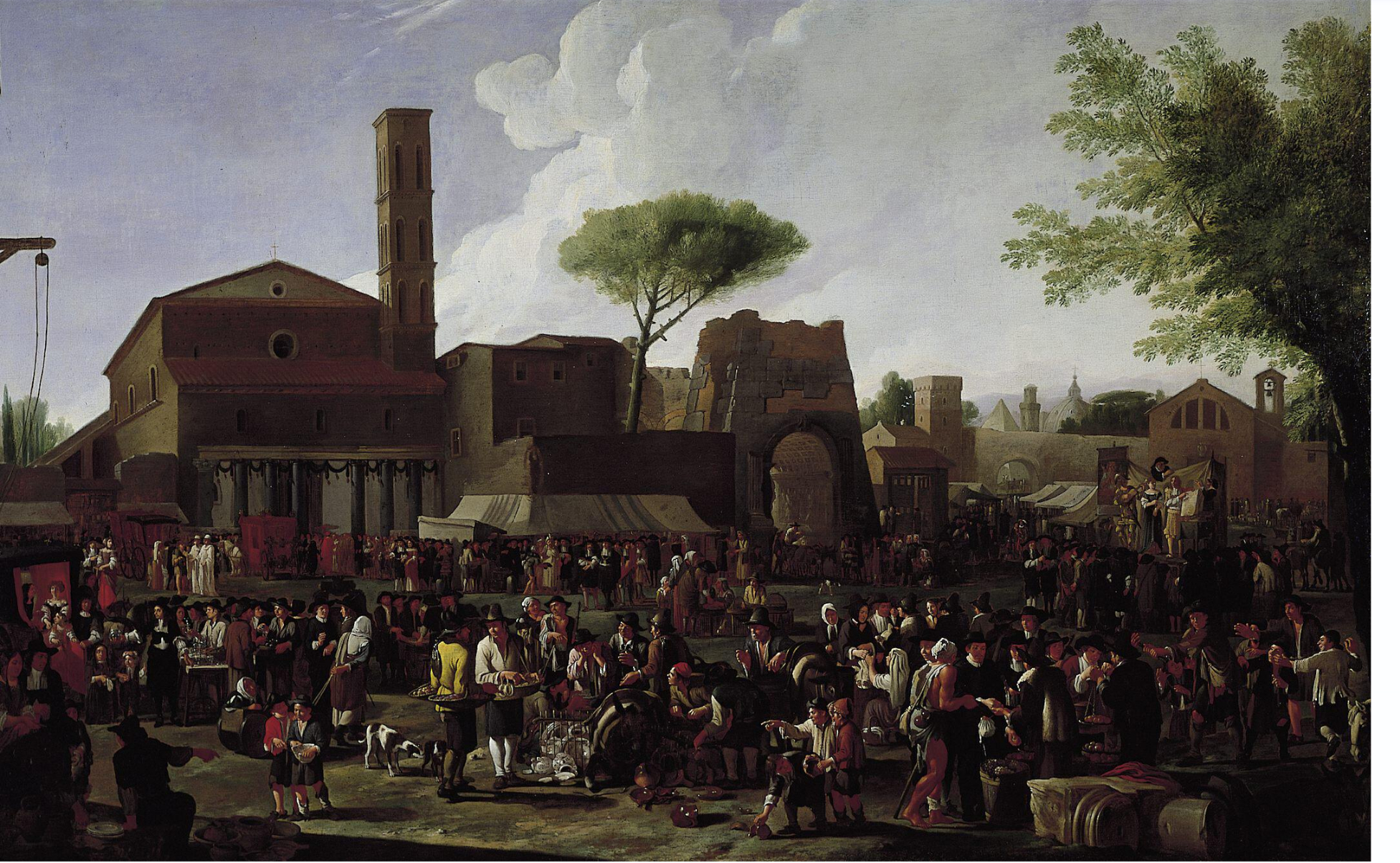
Рынок в Риме. 1669. Холст, масло. Музей Нортона Саймона, Пассадина, Калифорния, США
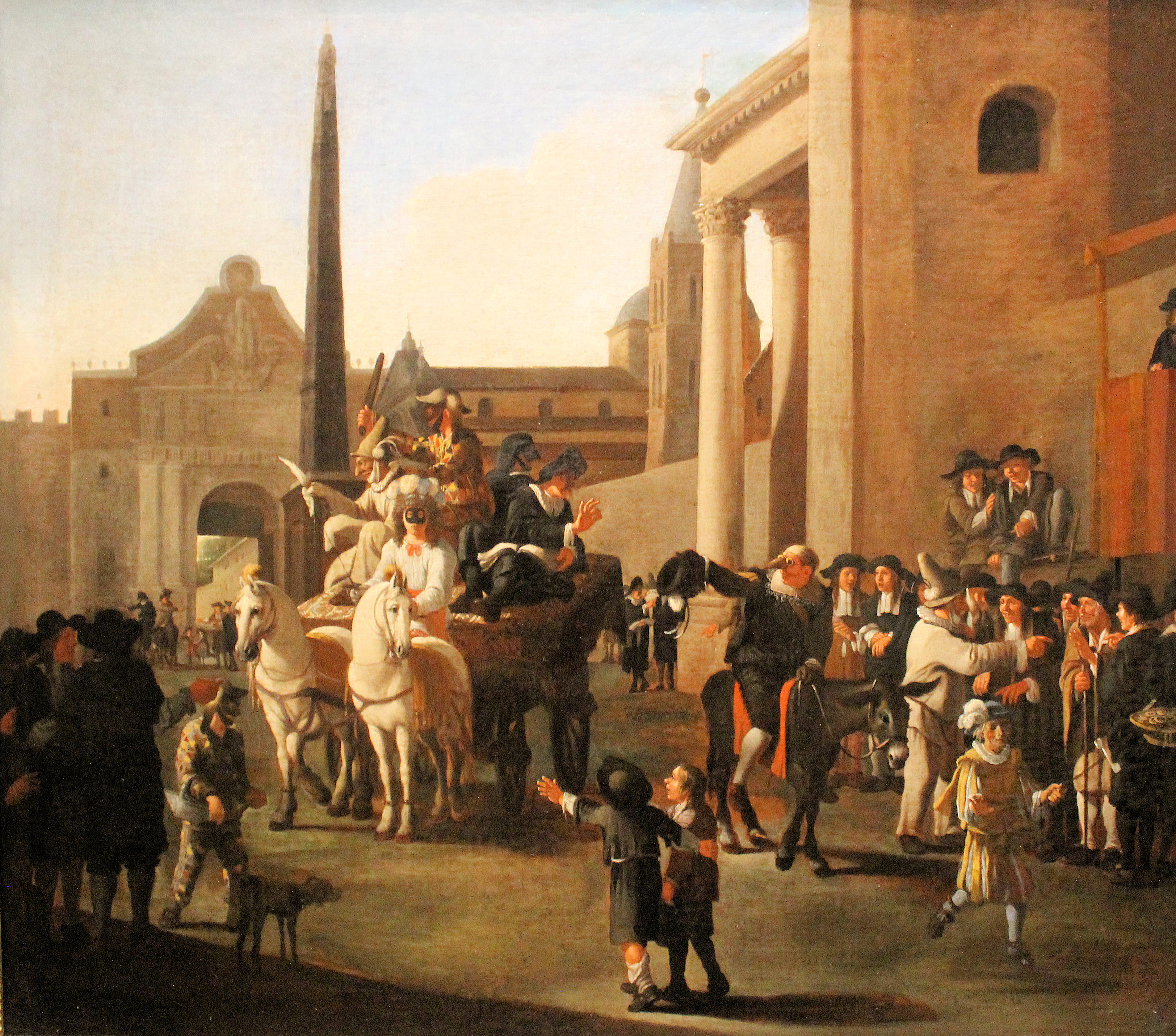
Карнавальное шествие на Пьяцца дель Пополо. Герцогский музей, Гота, Тюрингия
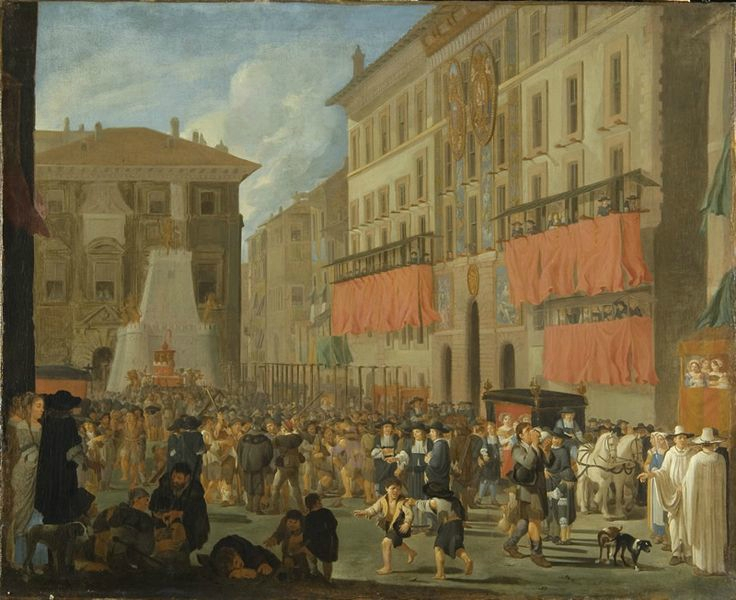
Праздник у посольства Испании. 1662. Холст, масло. Венская академия изобразительных искусств
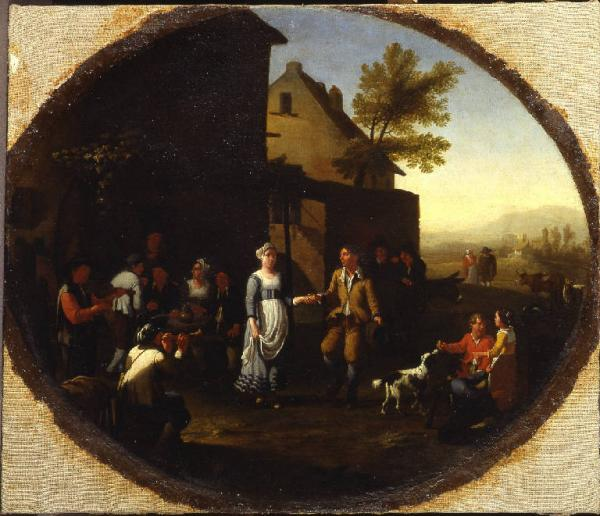
Деревенский праздник с танцующей молодой парой. Между 1675 и 1680. Холст, масло. Пинакотека Кастелло Сфорцеско, Милан
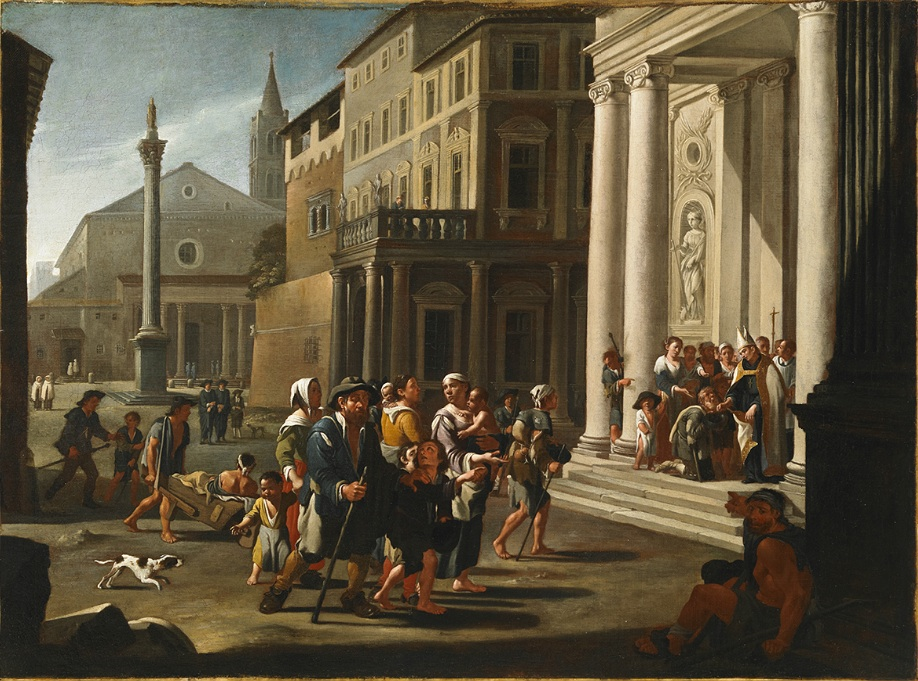
Городской пейзаж с епископом, исцеляющим больных и раненых перед церковью. 1674. Холст, масло. Частное собрание
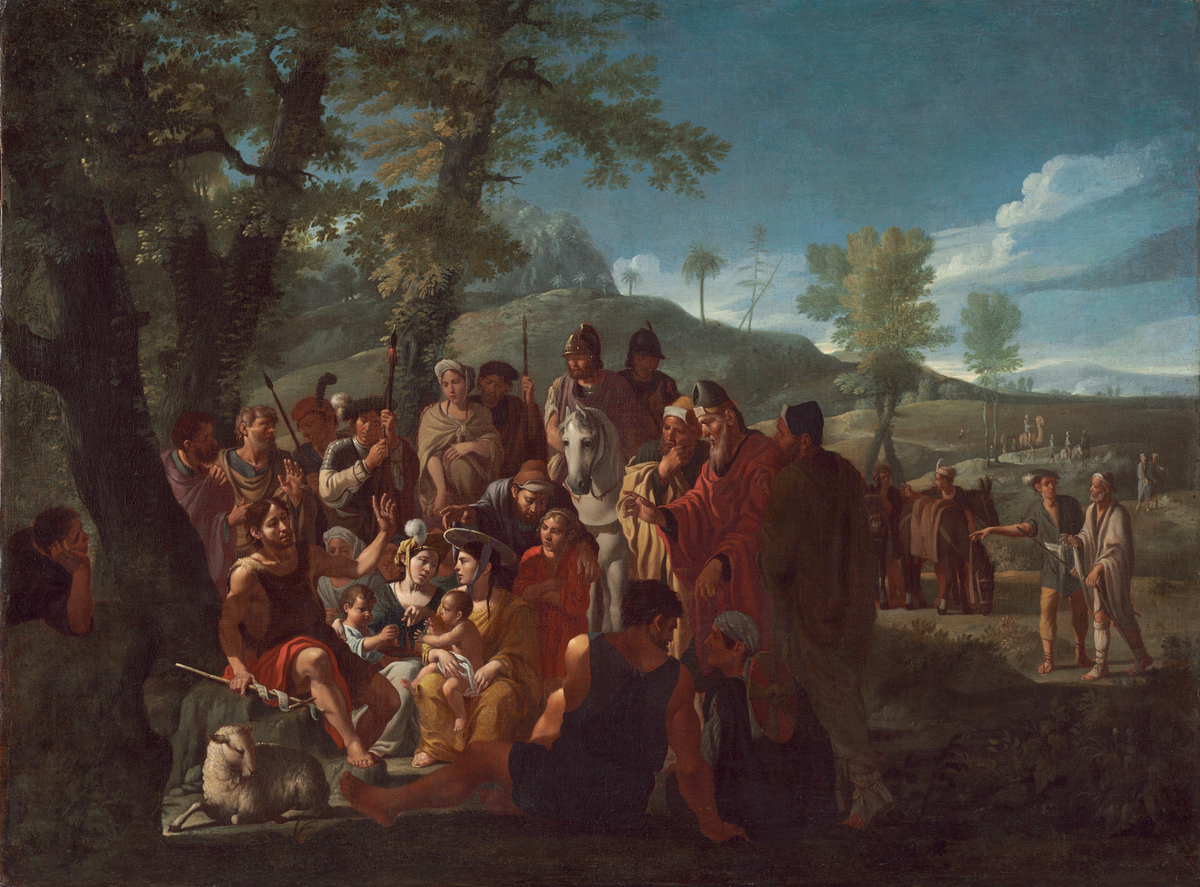
Проповедующий Иоанн Креститель. 1665. Холст, масло. Национальная галерея искусства, Вашингтон